# Espagnol dominicain
L'espagnol dominicain est la variété de l'espagnol parlée en République dominicaine. Elle est aussi parlée aux États-Unis (surtout dans les grandes villes comme New York).

## Histoire
La plupart des colons hispanophones venaient d'Andalousie (sud de l'Espagne) et des îles Canaries. Lorsqu'ils sont arrivés pour la première fois dans ce qui est aujourd'hui la République dominicaine, les premiers autochtones avec lesquels ils ont été en contact étaient les Taïnos parlant Arawak.
L'espagnol, tout comme dans d'autres pays d'Amérique latine, a complètement remplacé les langues autochtones (Taíno et la langue des Ciguayos) de la République dominicaine au point où elles se sont complètement éteintes, principalement en raison du fait que la majorité de la population autochtone rapidement s'est éteint quelques années seulement après le contact européen.
Cependant, lorsque les Espagnols sont arrivés, ils ont trouvé la flore et la faune de l'île, ainsi que divers artefacts culturels, très différents de ceux de l'Espagne, tant de mots utilisés par les indigènes pour nommer ces choses ont été conservés et assimilés, ainsi enrichissant le lexique espagnol. Certains de ces mots incluent: ají, anón, batata, barbacoa, bejuco, bija, caiman, canoa, caoba, conuco, guanábana, guayaba, hamaca, hobo (jobo)  jagua, maní, papaye (lechosa), sabana, yuca.
L'espagnol dominicain comprend également des mots et des prononciations empruntés aux langues africaines parlées par les Africains amenés sur l'île après l'extinction du Taín, comme cachimbo, qui a été emprunté au mot portugais "cacimba", ce dernier étant emprunté au bantou "cazimba".